# Laelia andricela
Laelia andricela är en fjärilsart som beskrevs av Collenette 1936. Laelia andricela ingår i släktet Laelia och familjen tofsspinnare. Inga underarter finns listade i Catalogue of Life.